# Lego Speed Champions
Lego Speed Champions je řada stavebnice Lego zaměřená na prostředí závodních automobilů. produkovat se začala v březnu 2015. Například v roce 2022 uvedla společnost pětici stavebnic této série, mezi něž se řadily jak tehdy současné modely, tak rovněž starší automobily.

## Seznam jednotlivých stavebnic
Sérii tvoří následující stavebnice:
- 2015 LaFerrari (stavebnice číslo 75899)
- 2015 458 Italia GT2 (stavebnice číslo 75908)
- 2015 McLaren P1 (stavebnice číslo 75909)
- 2015 Porsche 918 Spyder (stavebnice číslo 75910)
- 2015 Zastávka v boxech pro McLaren Mercedes (stavebnice číslo 75911)
- 2015 Porsche 911 GT v cílové rovince (stavebnice číslo 75912)
- 2015 Kamión pro vůz F14 T týmu Scuderia Ferrari (stavebnice číslo 75913)
- 2016 Chevrolet Corvette Z06 (stavebnice číslo 75870)
- 2016 Ford Mustang GT (stavebnice číslo 75871)
- 2016 Audi R18 e-tron quattro (stavebnice číslo 75872)
- 2016 Audi R8 LMS ultra (stavebnice číslo 75873)
- 2016 Ford F-150 Raptor a Ford Model A Hot Rod (stavebnice číslo 75875)
- 2016 Porsche 919 Hybrid a 917K ulička v boxech (stavebnice číslo 75876)
- 2017 Mercedes-AMG GT3 (stavebnice číslo 75877)
- 2017 Bugatti Chiron (stavebnice číslo 75878)
- 2017 Scuderia Ferrari SF16-H (stavebnice číslo 75879)
- 2017 McLaren 720S (stavebnice číslo 75880)
- 2017 2016 Ford GT & 1966 Ford GT40 (stavebnice číslo 75881)
- 2017 Ferrari FXX K a vývojové centrum (stavebnice číslo 75882)
- 2017 MERCEDES AMG PETRONAS Formula One Team (stavebnice číslo 75883)
- 2018 1968 Ford Mustang Fastback (stavebnice číslo 75884)
- 2018 Ford Fiesta M-Sport WRC (stavebnice číslo 75885)
- 2018 Ferrari 488 GT3 „Scuderia Corsa“ (stavebnice číslo 75886)
- 2018 Porsche 919 Hybrid (stavebnice číslo 75887)
- 2018 Porsche 911 RSR a 911 Turbo 3,0 (stavebnice číslo 75888)
- 2018 Úžasná garáž Ferrari (stavebnice číslo 75889)
- 2019 Ferrari F40 Competizione (stavebnice číslo 75890)
- 2019 Chevrolet Camaro ZL1 Race Car (stavebnice číslo 75891)
- 2019 McLaren Senna (stavebnice číslo 75892)
- 2019 2018 Dodge Challenger SRT Demon a 1970 Dodge Charger R/T (stavebnice číslo 75893)
- 2019 1967 Mini Cooper S Rally a 2018 MINI John Cooper Works Buggy (stavebnice číslo 75894)
- 2019 1974 Porsche 911 Turbo 3.0 (stavebnice číslo 75895)
- 2020 Ferrari F8 Tributo (stavebnice číslo 76895)
- 2020 Nissan GT-R NISMO (stavebnice číslo 76896)
- 2020 1985 Audi Sport quattro S1 (stavebnice číslo 76897)
- 2020 Formula E Panasonic Jaguar Racing GEN2 car & Jaguar I-PACE eTROPHY (stavebnice číslo 76898)
- 2020 Lamborghini Urus ST-X & Lamborghini Huracán Super Trofeo EVO (stavebnice číslo 76899)
- 2021 McLaren Elva (stavebnice číslo 30343)
- 2021 Koenigsegg Jesko (stavebnice číslo 76900)
- 2021 Toyota GR Supra (stavebnice číslo 76901)
- 2021 McLaren Elva (stavebnice číslo 76902)
- 2021 Chevrolet Corvette C8.R a 1969 Chevrolet Corvette (stavebnice číslo 76903)
- 2021 Mopar Dodge//SRT Top Fuel Dragster a 1970 Dodge Challenger T/A (stavebnice číslo 76904)
- 2021 Ford GT Heritage Edition a Bronco R (stavebnice číslo 76905)
- 2022 Aston Martin Valkyrie AMR Pro (stavebnice číslo 30434)
- 2022 1970 Ferrari 512 M (stavebnice číslo 76906)
- 2022 Lotus Evija (stavebnice číslo 76907)
- 2022 Lamborghini Countach (stavebnice číslo 76908)
- 2022 Mercedes-AMG F1 W12 E Performance a Mercedes-AMG Project One (stavebnice číslo 76909)
- 2022 Aston Martin Valkyrie AMR Pro a Aston Martin Vantage GT3 (stavebnice číslo 76910)
- 2022 007 Aston Martin DB5 (stavebnice číslo 76911)
- 2022 Fast & Furious 1970 Dodge Charger R/T (stavebnice číslo 76912)
- 2023 McLaren Solus GT (stavebnice číslo 30657)
- 2023 Ferrari 812 Competizione (stavebnice číslo 76914)
- 2023 Pagani Utopia (stavebnice číslo 76915)
- 2023 Porsche 963 (stavebnice číslo 76916)
- 2023 2 Fast 2 Furious Nissan Skyline GT-R (R34) (stavebnice číslo 76917)
- 2023 McLaren Solus GT a McLaren F1 LM (stavebnice číslo 76918)
- 2024 Závodní auto McLaren Formule 1 2023 (stavebnice číslo 76919)
- 2024 Sportovní auto Ford Mustang Dark Horse (stavebnice číslo 76920)
- 2024 Závodní auto Audi S1 e-tron quattro (stavebnice číslo 76921)
- 2024 Závodní auta BMW M4 GT3 a BMW M Hybrid V8 (stavebnice číslo 76922)
- 2024 Superauto Lamborghini Lambo V12 Vision GT (stavebnice číslo 76923)
- 2024 Mercedes-AMG G 63 a Mercedes-AMG SL 63 (stavebnice číslo 76924)
- 2024 Aston Martin Safety Car a AMR23 (stavebnice číslo 76925)
- 2024 Superauto Ferrari F40 (stavebnice číslo 76934)
- 2024 NASCAR® Next Gen Chevrolet Camaro ZL1 (stavebnice číslo 76935)